# Archiv für Medizingeschichte
Das Archiv für Medizingeschichte der Universität Zürich wurde im 2003 als Teil des Medizinhistorischen Instituts der Universität Zürich gegründet. Seit 2014 ist es organisatorisch dem neugegründeten Institut für Biomedizinische Ethik und Medizingeschichte zugeordnet. Das Archiv versteht sich als Forschungsinstitution und hat den Auftrag, Unterlagen und Sammlungen mit medizinhistorischem Inhalt zum Zweck der Dokumentation sachgerecht zu verwahren und der wissenschaftlichen Forschung zugänglich zu machen.

## Geschichte
Das 1951 gegründete Medizinhistorische Institut der Universität Zürich verdankt seine reichhaltigen historischen Bestände zu einem großen Teil dem Sammeleifer des Zürcher Arztes Gustav Adolf Wehrli, der in den 1920er Jahren begann eine umfangreiche medizinhistorische Objekt- und Dokumentensammlung zusammenzutragen. Grosse Teile dieser Sammlung wurden ab 1932 im Medizinhistorischen Museum der Universität Zürich der Öffentlichkeit zugänglich gemacht. Mit der Gründung des Medizinhistorischen Instituts wurde eine Bibliothek aufgebaut, welche 1958 durch einen grossen Teil der wissenschaftlichen Bibliothek des Medizinhistorikers Henry E. Sigerist erweitert werden konnte. 2003 wurde der Bibliotheksbestand neu aufgeteilt, wobei für die Verwahrung und Vermittlung der handschriftlichen und unpublizierten Dokumente ein entsprechendes Spezialarchiv geschaffen wurde. Die archivische Sammlung des ehemaligen Medizinhistorischen Instituts wurde seither durch eine Reihe von Nachlässen von Medizinalpersonen und Institutionen ergänzt.

## Bestände
Die Nachlässe und Sammlungen umfassen den Zeitraum vom 17. bis 20. Jahrhundert. Der Schwerpunkt der Bestände liegt zwischen dem letzten Drittel des 19. und der ersten Hälfte des 20. Jahrhunderts. Die thematisch geordnete Bildersammlung reicht bis in das 16. Jahrhundert zurück. Die früheren Sammlungen des 18. und 19. Jahrhunderts wurden thematisch gruppiert. Die grösste Gruppe stellen die Kolleghefte und Manuskripte. Daneben befinden sich in dieser Gruppe gebundene Krankengeschichten und Rezeptbücher. Den regionalen Schwerpunkt bilden Zürich und die Schweiz. Thematische Schwergewichte sind: Psychiatrie, Neurologie und Ophthalmologie. Neuere Sammlungsbereiche sind Frauen in der Medizin und Alternativmedizin im weitesten Sinne.
Im Archiv für Medizingeschichte finden sich unter anderem Nachlässe von Erwin H. Ackerknecht, Max Bircher-Benner, Otfrid Foerster, Auguste Forel, Ludwig Frank, Walter Rudolf Hess, Constantin von Monakow und Henry E. Sigerist.